# 이갈리아
이갈리아(Igalia)는 오픈 소스 소프트웨어를 개발하는 근로자 소유, 직원 운영 협동 모델 컨설팅 회사이다. 스페인 갈리시아주 라코루냐에 본사가 위치해있으며, 오픈 소스와 공개 표준에 대한 기여와 노력으로 유명하다. 이갈리아의 주요 사업 영역은 브라우저, 그래픽, 멀티미디어, 컴파일러, 가상화, 임베디드 리눅스 드라이버를 중심으로 하는 대규모 하드웨어 및 소프트웨어 플랫폼용 오픈 소스 솔루션 등이 있다.

## 프로젝트
이갈리아는 현재 다음과 같은 여러 프로젝트의 핵심적인 기여를 하는 기업이다.
- 2개의 공식 웹킷 포트
  - WebKit WPE,[4]  임베디드 장치에 최적화된 WebKit 포트
  - WebKitGTK,[5]  GNOME 데스크탑 응용 프로그램에서 사용되는 WebKit 웹 렌더링 엔진의 GTK 포트
- 그놈 웹 (Epiphany)
- Orca, 음성과 점자의 사용자 지정 가능한 조합을 통해 그래픽 Linux 데스크톱에 대한 액세스를 제공하는 스크린 리더.
- Wolvic,[6] 확장 현실 용으로 제작된 웹 브라우저.

각 주요 웹 엔진( 블링크, 게코 / 서보 및 웹킷 )의 주요 기여자이다. 2019년에는 웹킷 및 크로미움 코드베이스의 2위 커미터이자 게코/서보의 상위 10위 기여자였다
.  이갈리아는 웹브라우저 엔진에서 일부 기능의 상호 운용성에 대해 기여했으며,  웹킷 및 블링크에서 CSS 그리드 레이아웃을 구현했다.   CSS Grid Layout, MathML, Ozone-Wayland 및 크로미움의 MathML과 같은 크로미움 코드베이스의 여러 영역을 관리하고 있다.
또한 Mesa, GStreamer, Node.js 및 웨이랜드와 같은 여러 프로젝트에 기여하면서 오픈 소스 커뮤니티에 상당한 참여를 하고 있다.

## 과거 프로젝트 및 역사적 참여
이전에 다음과 같은 프로젝트에 기여했다.
- 마에모와 미고. 이갈리아의 개발자들은 Grilo (YouTube, Flickr, Jamendo 등과 같은 멀티미디어 소스에 액세스하기 위한 프레임워크), LibrePlan (프로젝트 관리 웹 애플리케이션), OCRFeeder (GNOME용 OCR 제품군) 및 Skeltrack(자유 소프트웨어 라이브러리)을 제작했다.[12]

## 멤버십
다음과 같은 여러 재단 및 표준 컨소시엄에서 활동적인 멤버십과 참여를 유지하고 있다.
- 리눅스 재단.[13]
- GNOME Mobile & Embedded Initiative의 창립자.[14]
- 월드 와이드 웹 컨소시엄[15] — 이갈리아는 2013년부터 회원이다[16]
- 크로노스 그룹[17]
- ECMA 인터내셔널[18]  — 이갈리아는 2018년부터 TC39에 참여하는 회원이다.
- WHATWG
- GENIVI® 얼라이언스.[19]
- 소프트웨어 자유 단체.[20]
- 전자 프론티어 재단.[21]
- 아가솔.[22]
- 그놈 재단 자문 위원회의 전 회원.[23]